# Kiester
Kiester ist ein als City statuierter Ort im Faribault County in Minnesota, Vereinigte Staaten. Das U.S. Census Bureau hat bei der Volkszählung 2020 eine Einwohnerzahl von 488 ermittelt.

## Geographie
Nach den Angaben des United States Census Bureaus hat die Stadt eine Fläche von 1,1 km², alles davon entfällt auf Land.
Minnesota State Route 22 verläuft durch das Stadtgebiet.

## Demographie
Zum Zeitpunkt des United States Census 2000 bewohnten Kiester 540 Personen. Die Bevölkerungsdichte betrug 473,9 Personen pro km². Es gab 278 Wohneinheiten, durchschnittlich 243,9 pro km². Die Bevölkerung Hoquiams bestand zu 98,89 % aus Weißen, 0,19 % Schwarzen oder African American, 0,19 % Asian und 0,74 % gaben an, anderen Rassen anzugehören. 1,85 % der Bevölkerung erklärten, Hispanos oder Latinos jeglicher Rasse zu sein.
Die Bewohner Kiesters verteilten sich auf 254 Haushalte, von denen in 22,8 % Kinder unter 18 Jahren lebten. 53,9 % der Haushalte stellten Verheiratete, 5,5 % hatten einen weiblichen Haushaltsvorstand ohne Ehemann und 36,6 % bildeten keine Familien. 35,0 % der Haushalte bestanden aus Einzelpersonen und in 21,7 % aller Haushalte lebte jemand im Alter von 65 Jahren oder mehr alleine. Die durchschnittliche Haushaltsgröße betrug 2,13 und die durchschnittliche Familiengröße 2,69 Personen.
Die Stadtbevölkerung verteilte sich auf 21,7 % Minderjährige, 3,5 % 18–24-Jährige, 23,1 % 25–44-Jährige, 22,6 % 45–64-Jährige und 29,1 % im Alter von 65 Jahren oder mehr. Das Durchschnittsalter betrug 46 Jahre. Auf jeweils 100 Frauen entfielen 93,5 Männer. Bei den über 18-Jährigen entfielen auf 100 Frauen 88,8 Männer.
Das mittlere Haushaltseinkommen in Kiester betrug 32.768 US-Dollar und das mittlere Familieneinkommen erreichte die Höhe von 40.000 US-Dollar. Das Durchschnittseinkommen der Männer betrug 29.643 US-Dollar, gegenüber 21.786 US-Dollar bei den Frauen. Das Pro-Kopf-Einkommen in Kiester war 16.098 US-Dollar. 9,3 % der Bevölkerung und 5,1 % der Familien hatten ein Einkommen unterhalb der Armutsgrenze, davon waren 6,2 % der Minderjährigen und 18,4 % der Altersgruppe 65 Jahre und mehr betroffen.